# Eastman School of Music
Eastman School of Music – amerykańska uczelnia muzyczna w Rochester w stanie Nowy Jork założona w 1913.
Początkowo nosiła nazwę D.K.G. School of Musical Art (nazwana tak od Dossenbacha, Klingenberga i Gareissena, trzech dyrektorów instytutu), wkrótce potem kupiona przez George’a Eastmana, który ofiarował ją University of Rochester i dofinansował ją. Nowa uczelnia o nazwie Eastman School of Music została otwarta w 1921 r. Jej dyrektorem 1924-1962 był Howard Hanson, który uczynił ją instytucją o światowej renomie i w 1925 ustanowił doroczny festiwal amerykańskiej muzyki im. Eastmana, na którym przedstawiono dzieła ok. 700 kompozytorów i ponad 1/3 z tych programów została nagrana na żywo. Obecnie do uczelni jest zapisanych ok. 500 studentów studiów licencjackich i 400 magisterskich.